# Dawid Burzawa

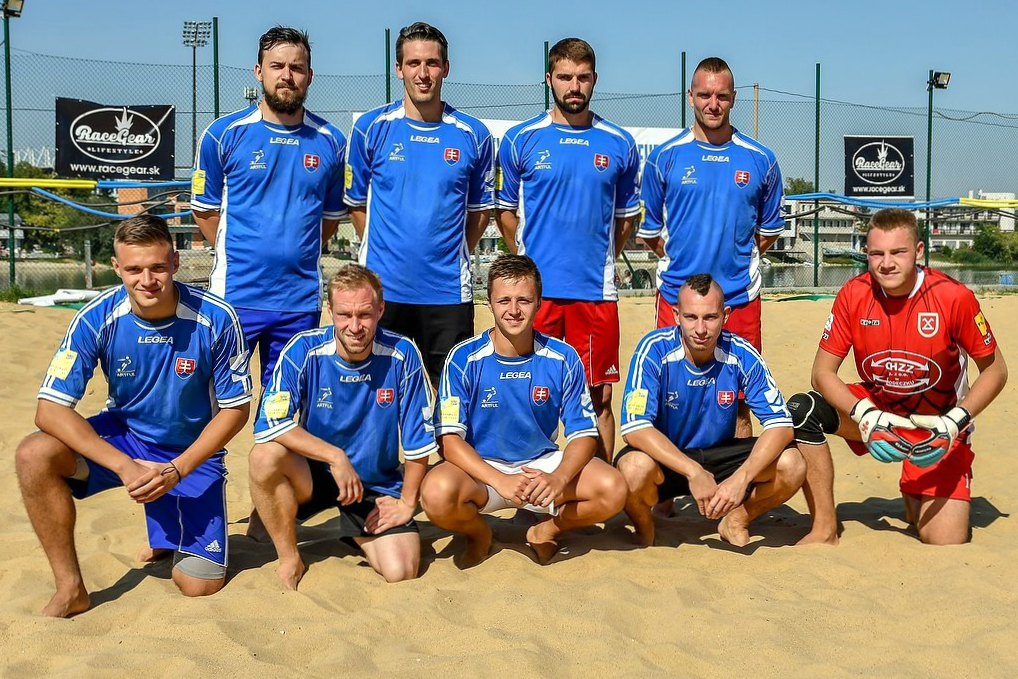
Dawid Burzawa w drużynie Artful BSC Bratysława, 2017 (trzeci z lewej w dolnym rzędzie)

Dawid Burzawa (ur. 14 października 1993 w Gliwicach) – polski piłkarz plażowy, futsalista, reprezentant Polski. W piłce plażowej gra w drużynie UKS Milenium Gliwice. W sezonie 2015 zawodnik został wypożyczony na jeden turniej Bundesligi do drużyny Sandball Lipsk. Wicemistrz Anglii 2017, Mistrz Słowacji 2017. Uczestnik Euro Winners Cup 2017 w barwach Silesii Beach Soccer.

## Osiągnięcia
- I miejsce - Mistrzostwa Słowacji w piłce nożnej plażowej 2017
- II miejsce - Mistrzostwa Anglii w piłce nożnej plażowej 2017

### Młodzieżowe Mistrzostwa Polski
- I miejsce - 2014
- II miejsce - 2013
- III miejsce - 2011